# Famine de 1932-1933 au Kazakhstan

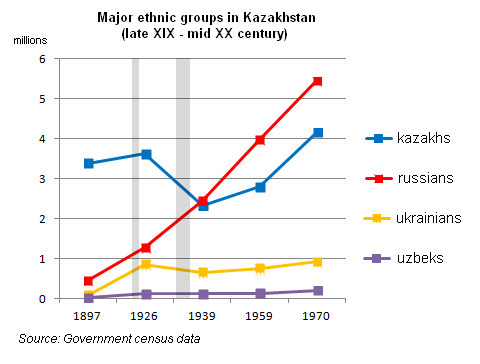
Les principaux groupes ethniques au Kazakhstan de 1897 à 1970. Le nombre de Kazakhs et d'Ukrainiens a diminué à cause de la famine de 1932-1933.

La famine de 1932-1933 au Kazakhstan, aussi appelée catastrophe kazakhe par Robert Conquest, est une famine ayant touché le Kazakhstan lors des famines soviétiques de 1931-1933. Les Kazakhs ont été les plus sévèrement touchés par la famine soviétique quant au pourcentage de victimes (environ 38 %). Près de 1,5 million de personnes sont mortes au Kazakhstan, dont 1,3 million de Kazakhs. Bien que l'Ukraine ait été la plus touchée au même moment, la famine s'est aussi étendue à la République socialiste fédérative soviétique de Russie, à la République socialiste soviétique autonome kazakhe et à d'autres zones. 
La qualification de la famine reste débattue : considérée par certains historiens comme un génocide, elle est connue au Kazakhstan comme le « génocide de Filipp Golochtchiokine » (kazakh : Голощекиндік геноцид), en référence à Filipp Golochtchiokine, qui a mis en place le soviétisme au Kazakhstan à l'époque. Cependant, d'autres historiens, tels que Robert Kindler, rejettent l'idée que la famine était un programme génocidaire, citant le fait que les famines en Ukraine et au Kazakhstan faisaient partie d'une crise alimentaire plus large qui a touché de nombreuses régions de l'Union soviétique et même d'autres pays, et qu'il y a aucune preuve de volonté de destruction d'un groupe ethnique donné par le gouvernement soviétique.
En tenant compte de la guerre civile russe et la famine de 1919-1922 au Kazakhstan, en environ 15 ans, les terres kazakhes ont perdu plus de la moitié de leur population.

## Conséquences

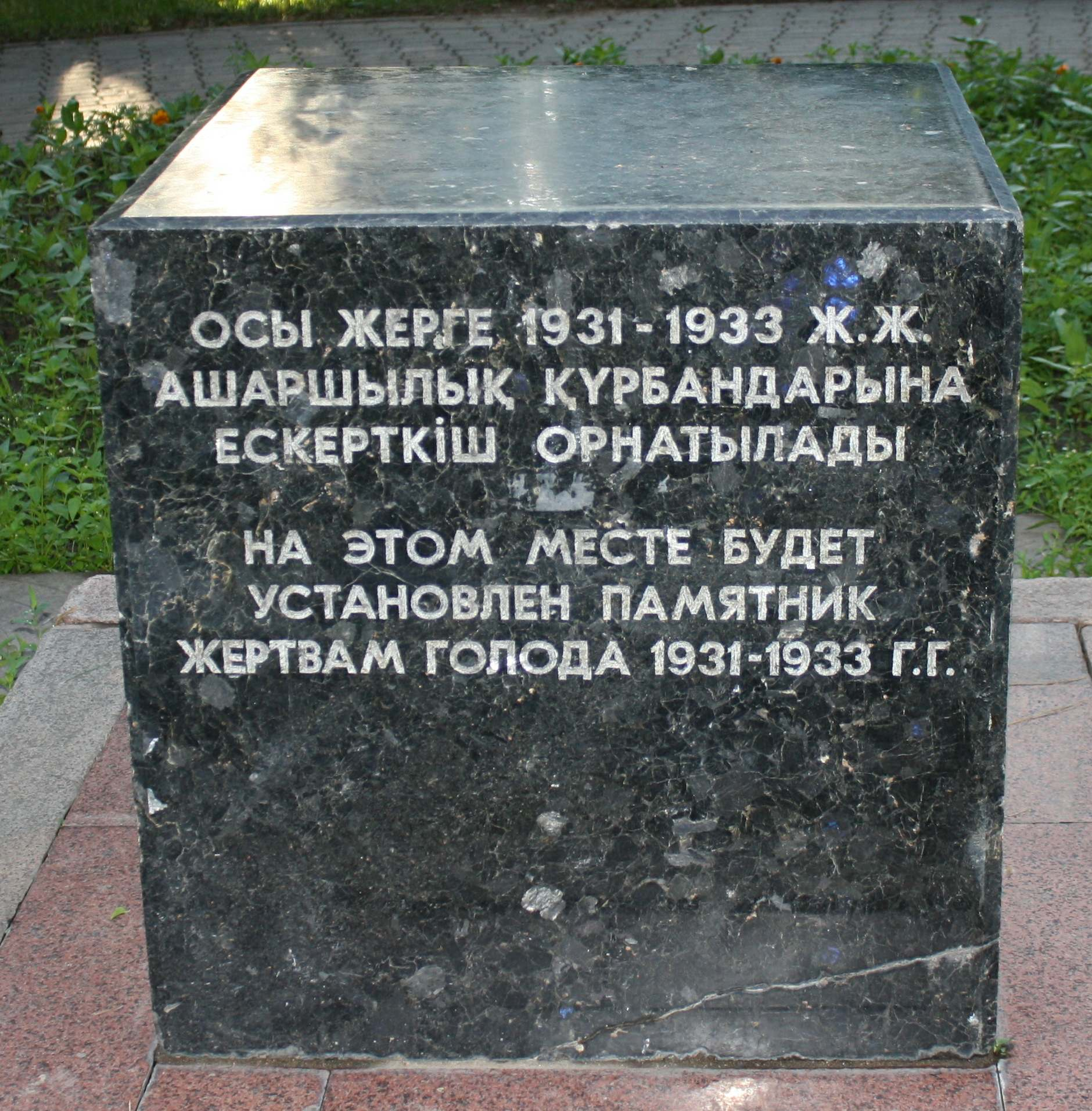
Cube mis en place en attendant l'édification d'un monument aux victimes de la famine Soviétique (1931-1933) dans le centre d'Almaty au Kazakhstan.

La famine a rendu les Kazakhs minoritaires dans leur propre république, et il fallut attendre les années 1990 pour qu'ils soient à nouveau l'ethnie majoritaire au Kazakhstan. Avant la famine, environ 60 % de la population de la république étaient Kazakhs, mais après la famine, ils ne représentaient plus que 38 % de la population,,.